# 東玲治
東 玲治（ひがし れいじ、1948年11月 - 2008年10月21日）は、愛媛県出身のジャーナリスト。元サンケイ新聞（現産経新聞）記者。

## 経歴
愛媛県温泉郡南吉井村（後の重信町、現東温市）生まれ。愛媛県立松山東高等学校、松山商科大学（現松山大学）経済学部卒。
1971年、サンケイ新聞入社。高松、松山支局、大阪本社等で勤務。
1974年、甲山事件で逮捕された容疑者について、犯人であるとする警察・検察側の論拠が成立しないことをつかみ他社に先駆けスクープ。検察は証拠不十分で容疑者を釈放した。
1984年、愛媛県の県立高校新設に関し、県が地方財政法で禁止されている負担金を松山市に要求したとの疑惑を報道。同内容の記事を書き県から取材拒否された日刊新愛媛が県を相手取り提訴に踏み切ると、日刊新愛媛側の証人として法廷に立った。
1988年、サンケイ新聞を追われるように退社。1986年に廃刊した日刊新愛媛の再建を目指すも、あてにしていた時事通信からの記事配信が得られず断念。
1989年、月刊誌『県政往来』を立ち上げる。
1996年、『県政往来』終刊、後継誌『政経ジャーナル』を刊行。
2003年、愛媛県内各地の農業協同組合による光センサー選果機不正入札事件をスクープ。
2005年1月15日、愛媛県警巡査部長の仙波敏郎と出会う。同じ高校の同級生だったにもかかわらずこの時まで両者に面識はなかった。
1月20日、仙波敏郎が県警の裏金問題を実名告発。
2月4日、「仙波敏郎さんを支える会」発足、会長に就任。
3月をもって『政経ジャーナル』廃刊、以降仙波を全面的に支えつづける。その献身ぶりは仙波をして「東が女性であれば再婚したいぐらい」と言わしめるほどであった。
2008年10月23日、自宅で死亡しているのを発見される。59歳没（享年61）。検死では死因は心臓発作とされたが、仙波によれば、トイレの便座が割られるなど室内に争った跡があり、仙波自身は検死に直接立ち会えなかったものの、立ち会いの警察官が検死担当の若い医師に向かって「心臓発作でしょ」と強弁する声が襖越しに聞こえてきたという。司法解剖、行政解剖は行われなかった。
10月25日、産経新聞が死去を報道。
11月10日、愛媛新聞が40字足らずの死亡記事掲載。

## 著書
- 『記者物語』創風社出版、2001年、ISBN 978-4860370008
- 『続・記者物語』創風社出版、2005年、ISBN 978-4860370565
- 『ドキュメント仙波敏郎』創風社出版、2007年、ISBN 978-4860370978